# Ballads (album de John Coltrane)
Pour les articles homonymes, voir Ballad.
Albums de John Coltrane
Duke Ellington and John Coltrane
(1962) John Coltrane and Johnny Hartman
(1963)
Ballads du John Coltrane Quartet est un disque de jazz enregistré le 21 décembre 1961, le 18 septembre 1962 et le 13 novembre 1962 par Rudy Van Gelder et produit par Bob Thiele, sur le label Impulse! (impulse A-32)
Il a reçu le Grammy Hall of Fame Award en 2008.

## Musiciens
- John Coltrane : Saxophone
- McCoy Tyner : Piano
- Jimmy Garrison : Contrebasse
- Reggie Workman: Contrebasse seulement sur It's Easy to Remember
- Elvin Jones : Batterie

## Titres
1. Say It (Over and Over Again) - 4:18
2. You Don't Know What Love Is - 5:15
3. Too Young to Go Steady - 4:23
4. All or Nothing at All - 3:38
5. I Wish I Knew - 4:54
6. What's New? - 3:47
7. It's Easy to Remember - 2:49
8. Nancy (With the Laughing Face) - 3:10